# You Raise Me Up
Pistes de Once in a Red Moon
Awakening
(1) Silent Wings
(3)
You Raise Me Up est une chanson du groupe irlando-norvégien Secret Garden sortie le 26 mars 2002. La chanson acquiert une nouvelle notoriété grâce à sa reprise par le baryton américain Josh Groban en 2004 puis par le groupe Westlife en 2005.
En 2018, le groupe vocal français Opus Jam reprend le titre avec un nouvel arrangement. 

## Version de Westlife
Singles de Westlife
Obvious
(2004) When You Tell Me That You Love Me
(2005)
Pistes de Face To Face
When You Tell Me That You Love Me
(2)

### Liste des pistes
- Royaume-Uni

CD1
1. You Raise Me Up – 4 min
2. World Of Our Own (Version acoustic) – 3 min 30

CD2
1. You Raise Me Up – 4 min
2. Flying Without Wings (Acoustic Version) – 3 min 30
3. My Love (Acoustic Version) – 3 min 48

- Australie

1. You Raise Me Up - 4 min
2. You Raise Me Up (Chameleon Remix) - 3 min 17
3. You Raise Me Up (Reactor Remix) - 3 min 29

### Classement par pays
| Classement (2005)               | Meilleure position |
| ------------------------------- | ------------------ |
| Australie (ARIA)                | 3                  |
| Autriche (Ö3 Austria Top 40)    | 46                 |
| Belgique (Flandre Ultratip 100) | 3                  |
| Pays-Bas (Nederlandse Top 40)   | 47                 |
| Allemagne Classement single     | 11                 |
| Irlande Classement single       | 1                  |
| Norvège (VG-lista)              | 3                  |
| Suède (Sverigetopplistan)       | 7                  |
| Suisse (Schweizer Hitparade)    | 18                 |
| Royaume-Uni Classement single   | 1                  |

### Classement de fin d'année
| Classement annuel (2005)         | Position |
| -------------------------------- | -------- |
| Irlande Classement single        | 1        |
| Royaume-Uni Classement single    | 9        |
| Classement de fin d'année (2006) | Position |
| Australie Classement single      | 14       |

## Reprises
- L'acteur allemand Andreas Bieber l'a chanté en duo avec Pia Douwes sur son album No Frontiers
- La chanteuse coréenne Lena Park en a fait une reprise également.
- Le groupe de musique celtique irlandais Celtic Woman l'a chanté live en de multiples occasions.
- Grégory Turpin avec les Petits Chanteurs à la Croix de Bois a chanté la traduction française "Relève-moi" (2019).
- La chanteuse coréenne Sohyang (en) (Kim So Hyang) en a fait une reprise également (album "Dream" 2007).
- Ève Angeli et Adrien Abelli reprennent le titre en 2014 en tant que troisième single de l’album Être Libre de la chanteuse.
- Le groupe de rockabilly allemand The Baseballs en a fait une reprise sur leur album Hit Me Baby en 2016.